# Мерджинень (комуна, Нямц)
Мерджинень, Мерджинені (рум. Mărgineni) — комуна у повіті Нямц в Румунії. До складу комуни входять такі села (дані про населення за 2002 рік):
- Ітрінешть (487 осіб)
- Мерджинень (2336 осіб)
- Хирцешть (222 особи)
- Хойсешть (999 осіб)

Комуна розташована на відстані 276 км на північ від Бухареста, 21 км на схід від П'ятра-Нямца, 77 км на захід від Ясс.

## Населення
За даними перепису населення 2002 року у комуні проживали 4044 особи, усі — румуни.
Рідною мовою назвали:
| Мова      | Кількість осіб | Відсоток |
| --------- | -------------- | -------- |
| румунська | 4043           | > 99,9%  |
| німецька  | 1              | < 0,1%   |

Склад населення комуни за віросповіданням:
| Релігія       | Кількість осіб | Відсоток |
| ------------- | -------------- | -------- |
| православні   | 4036           | 99,8%    |
| римо-католики | 6              | 0,1%     |
| п'ятдесятники | 2              | < 0,1%   |

## Зовнішні посилання
- Дані про комуну Мерджинень на сайті Ghidul Primăriilor [Архівовано 11 грудня 2008 у Wayback Machine.]